# شاهمردان رازی
شهمردان بن ابی‌الخیر رازی از دانشوران ایرانیِ سدهٔ پنجم و ششم هجری؛ و از اهالیِ ری بود. دو کتابِ «روضةالمنجمین» که درباره ستاره شناسی است و دیگری نزهت‌نامهٔ علایی که دانشنامه‌ای است از علومِ طبیعی و به زبان فارسی نگاشته شده است.
رحیم عفیفی در پیشگفتار بهمن‌نامه، برپایهٔ شواهدی چنین پنداشته است که شاید ایرانشان بن ابی‌الخیر (نویسندهٔ بهمن نامه و کوش نامه)، برادر شهمردان بن ابی‌الخیر نویسندهٔ نزهت‌نامهٔ علایی، و در نتیجه رازی (اهل ری) بوده باشد.